# Austrolebias elongatus
Austrolebias elongatus (Steindachner, 1881), es un pez de agua dulce la familia de los rivulines en el orden de los ciprinodontiformes.

## Morfología
De cuerpo delgado, los machos pueden alcanzar los 22 cm de longitud máxima.

## Distribución geográfica
Se encuentran en la cuenca del Paraná y en la del Río de la Plata inferior, en el este de Argentina.

## Hábitat
Viven en pequeños cursos de agua entre 16 y 25°C, de comportamiento bentopelágico y no migrador. Es muy difícil de mantener en acuario.